# Vettura Lucciola Pennacchio
Vettura Lucciola Pennacchio war ein italienischer Hersteller von Automobilen.

## Unternehmensgeschichte
Giorgio B. Pennacchio gründete das Unternehmen in Mailand. 1940 fertigte er motorisierte Dreiräder für Transportzwecke. 1947 begann er mit der Produktion von Automobilen. Der Markenname lautete Pennacchio. 1948 endete die Produktion nach nur wenigen hergestellten Exemplaren.

## Fahrzeuge
Das einzige Modell Lucciola war ein Kleinstwagen mit drei Rädern. Die Fahrzeuglänge betrug 300 cm und die Fahrzeugbreite 115 cm. Für den Antrieb sorgte ein Einzylindermotor von Condor-Guidetti mit 250 cm³ Hubraum und 8 PS Leistung. Der Motor war im Heck links neben dem einzelnen Hinterrad montiert.